# Lucien Mathys
Adolphus Lucianus „Lucien“ Mathys (* 9. April 1924 in Zevergem; † 19. Dezember 2010 in Gavere) war ein belgischer Radrennfahrer.
Mathys war Profi in den Jahren 1946 bis 1962. 1945 war er nationaler Meister im Straßenrennen der Unabhängigen geworden. Neben einigen Siegen bei sogenannten „Kirmesrennen“ nach dem Zweiten Weltkrieg gelang ihm 1951 der Sieg bei der Belgien-Rundfahrt, nachdem er schon 1948 den zweiten Platz und 1949 den dritten Platz belegt hatte, und bei dem Eintagesrennen Schaal Sels Merksem. 1956 wurde er Fünfter der Flandern-Rundfahrt.
Im Jahre 1948 nahm Mathys an der Tour de France teil, ohne diese jedoch zu beenden.